# Автошлях Т 0304
Автошля́х Т0304 — автомобільний шлях територіального значення у Волинській області. Пролягає територію Ратнівського та Любешівського районів від села Доманове до перетину з Р14. Проходить у північно-західному регіоні України.
На ділянці від Малої Глуші до Великої Глуші збігається з трасою Т 0308